# リトル クリスタル
「リトル クリスタル」は、日本の女性歌手、鈴木亜美の5枚目のエイベックスシングル。

## 解説
- 4曲中3曲にタイアップ付きの4曲A面シングル。
- 通常盤「CD」（黒・ジャケット）、「CD+DVD」（白・ジャケット）の2形態リリース、初回盤クリスタルジャケ使用。2形態は同曲を収録。
- プロモーションビデオは、「Crystal」と「To be Free」の2作が作られた。後にこの2曲のみはアルバム『CONNETTA』に収録された。

## 収録曲

### CD
1. Crystal
作詞：鈴木亜美／作曲：菊池一仁／編曲：KZB
日本テレビ系「落下女」エンディング・テーマ
PVは次作「Fantastic」のPVとつながった内容になっている。
2. To be Free
作詞：鈴木亜美／作曲：原一博／編曲：HΛL
文化放送「まるごとステーション」テーマソング
3. Place
作詞：鈴木亜美／作曲：原一博／編曲：中村康就
JR北海道CMソング
4. Carry out
作詞：鈴木亜美／作曲：菊池一仁／編曲：h-wonder
5. Crystal(Instrumental)
6. To be Free(Instrumental)
7. Place(Instrumental)
8. Carry out(Instrumental)

### DVD
1. Crystal(Music Clip)
2. To be Free(Music Clip)

## 収録アルバム
- Crystal
  - 『CONNETTA』
- To be Free
  - 『CONNETTA』